# Dưa Santa Claus
Dưa Santa Claus, đôi khi được gọi là dưa Giáng sinh hoặc Piel de Sapo (Da cóc), là một loại dưa (họ Bầu bí, Cucumis melo, nhóm Inodorus) có nguồn gốc Tây Ban Nha, quả dài đến khoảng một foot và có hình trứng. Nó có vỏ ngoài dày, sọc xanh và thịt bên trong từ xanh nhạt đến trắng với hương vị dưa nhẹ và ngọt gần giống dưa lê.

## Mô tả
Nó có một lớp vỏ màu xanh lá nên nó được đặt tên bằng tiếng Tây Ban Nha là Piel de Sapo (dịch là "Da cóc"). Một loại dưa có họ hàng với nó với hình dạng giống nhau, nhưng có vỏ màu vàng được gọi là 'Amarillo' hoặc dưa hoàng yến. Quả dưa ông già Noel có sọc từ xanh, vàng đến vàng tươi hấp dẫn có phần giống quả dưa hấu nhỏ. Bên trong là một lớp thịt mềm và có hương vị nhẹ, màu xanh nhạt, rất giống với dưa lê. Dưa Santa Claus chín mọng nhất sẽ có những bông hoa mềm mại kết thúc với áp lực nhẹ nhàng và màu vàng rực rỡ.
Tên gọi dưa này trong tiếng Anh là Santa Claus để công nhận khả năng giữ được lâu của nó, tức là "cho đến Giáng sinh".

## Canh tác
Loại dưa này phổ biến rộng rãi ở Bắc bán cầu. Được trồng ở California và Arizona, chúng được thu hoạch từ tháng 6 đến tháng 10. Trong mùa đông, dưa Santa Claus được nhập khẩu từ Nam Mỹ. Chúng được trồng ở Brazil và Trung Mỹ để cung cấp cho châu Âu trong suốt mùa thu, đông và xuân. Trưởng thành khoảng 110 ngày sau khi trồng, loại dưa này có thể phát triển đến 12 inch (30 cm) chiều dài và một nửa con số đó cho đường kính.

### Tây Ban Nha
Piel de Sapo có nguồn gốc ở Tây Ban Nha, nơi nó được trồng rộng rãi - khoảng 30,000 hécta (74,13 mẫu Anh) được canh tác hàng năm. La Mancha là vùng chính ở Tây Ban Nha sản xuất loại này, với 12.000 ha. Một khu vực trồng trọt quan trọng khác là Murcia chuyên trồng các loại cây trồng sớm. Ở đó, họ trồng chủ yếu vào giữa tháng Ba và thu hoạch từ giữa tháng Sáu đến giữa tháng Bảy.

## Sử dụng
Thịt của dưa chưa cắt sẽ ngon hơn và mềm hơn nếu được giữ ở nhiệt độ phòng một hoặc hai ngày trước khi dùng. Sau khi chín hoặc cắt, nó nên được bảo quản lạnh trong hộp nhựa. Loại dưa này có thể giữ được lâu hơn các giống khác đến sáu tuần.